# غوردون إل. كان
غوردون إل. كان (بالإنجليزية: Gordon L. Kane)‏ هو فيزيائي أمريكي، ولد في 19 يناير 1937 في سانت بول في الولايات المتحدة.